# Mathias Blad
Mathias Blad – szwedzki aktor i wokalista power metalowego zespołu Falconer.

## Życiorys
Mathias urodził się w mieście Motala (Szwecja) w 1973. Studiował teatr muzyczny na Balettakademien w Göteborgu w latach 1989-1992 oraz szkolił się jako aktor w Londyńskiej Akademii Muzyki i Sztuk Dramatycznych w latach 1996-1999.
Od roku 1992 występował w teatrze szwedzkim, gdzie grał m.in. Petera w „Jesus Christ Super Star” w Operze Göteborskiej, Claude’a w „Hair” w Malmö czy Action w „West Side Story” w Värmlandsoperan.
W 1999 Mathias podjął nietypowy krok w kierunku rozwoju swojej kariery godząc się na nagranie ścieżek wokalnych na płycie demo dawnego Mithotynu Stefana Weinerhall. Następnie zespół zmienił swoją nazwę na Falconer i podpisał kontrakt z Metal Blade Records, a Mathias zgodził się w nim pozostać w roli wokalisty. Ponieważ Falconer był typowym zespołem studyjnym składającym się tylko z trzech członków, nie było obaw, że praca w teatrze może kolidować z trasami koncertowymi.
Niestety, sytuacja ta zmieniła się w roku 2002, gdy zespół (już pięcioosobowy) przyjął ofertę trasy koncertowej, na którą chciała podążyć większość członków. Mathias zdecydował się po przyjacielsku opuścić zespół, z którym nagrał 3 albumy studyjne, na rzecz Kristoffera Göbel.
Po wydaniu dwóch albumów z nowym wokalistą, Stefan Weinerhall i perkusista Karsten Larsson zdecydowali się powrócić do konwencji muzycznej prezentowanej przez Falconer na pierwszych dwóch albumach. Stwierdzili również, że najlepszą metodą będzie powrót do wokalisty kształtującego brzmienie tych albumów. I tak w roku 2005 Mathias wrócił do zespołu, który od tamtej pory nieczęsto koncertuje, aby nie kolidować z teatralnymi występami Mathiasa.

## Dyskografia
- Cyrano – svenska originalinspelningen (Polydor 1996) (nie jest już dostępne),
- Falconer: Falconer (Metal Blade 2001),
- Falconer: Chapters From a Vale Forlorn (Metal Blade 2002),
- Falconer: The Sceptre of Deception (Metal Blade 2003) (Guest vocalist),
- Falconer: Northwind (Metal Blade 2006),
- Falconer: Among Beggars and Thieves (Metal Blade 2008).